# Solaris Barba
Solaris De La Luna Barba Cañizales (nacida el 1 de marzo de 1999) es una modelo, bailarina y campeona de concursos de belleza panameña que fue coronada Miss Universe Panamá 2022 y representó a Panamá en Miss Universe 2022.Anteriormente fue coronada como Miss Mundo Panamá 2018 y representó a Panamá en el Miss Mundo 2018 en Sanya, China, donde finalizó en el Top 12 y se adjudicó el título de Miss Mundo Américas 2018.

## Biografía
Barba es de Arraiján.Se graduó en 2016 del Instituto Justo Arosemena con especialización en negocios, y estudia marketing y negocios internacionales.El 7 de junio de 2018, Barba representó a Herrera en el certamen Señorita Panamá 2018 celebrado en la Arena Roberto Durán de la Ciudad de Panamá, y ganó el título de Miss Mundo Panamá 2018 de manos de la saliente Julianne Brittón. En diciembre de 2018. Representó a Panamá en el certamen Miss Mundo 2018 en China en diciembre, donde quedó entre las 12 mejores semifinalistas y se adjudicó el título de Miss Mundo Américas 2018, la posición más alta lograda por una panameña hasta esa fecha. El 25 de mayo de 2022, Barba fue coronada Miss Universe Panamá 2022 por la sucesora saliente Señorita Panamá -Universe 2021, Brenda Smith de Panamá Centro. Representó a Panamá en el certamen Miss Universo 2022, celebrado en el New Orleans Morial Convention Center en Nueva Orleans, Luisiana en Estados Unidos el 14 de enero de 2023.Durante el concurso nacional de disfraces, lució un colorido traje titulado "Puente del Mundo, Corazón del Universo", cubierto de cuentas y pedrería, combinado con un enorme tocado de plumas y guantes metálicos. El disfraz también incluía un corazón dorado gigante pegado a su espalda, que representaba "su amor por las personas que visitan su país de origen", pero que constantemente se deslizaba hacia un lado durante su actuación. Al final, no logró ubicarse en el Top 16.desde el 2022 es presentadora del programa A Lo Panameño.

## Televisión
| Año         | Programa      | Rol          | Canal     |
| ----------- | ------------- | ------------ | --------- |
| 2022 - act. | A Lo Panameño | Presentadora | Telemetro |

## enlaces externos
- Esta obra contiene una traducción  derivada de «Solaris Barba» de Wikipedia en inglés, publicada por sus editores bajo la Licencia de documentación libre de GNU y la Licencia Creative Commons Atribución-CompartirIgual 4.0 Internacional.
- Solaris Barba en Instagram

- Datos: Q56073408